# Фоминки
Фоминки (рос. Фоминки) — село у Гороховецькому районі Владимирської області Російської Федерації.
Входить до складу муніципального утворення Фоминське сільське поселення. Населення становить 1305 осіб (2010).

## Історія
Село розташоване на землях фіно-угорського народу мещери.
Від 10 квітня 1929 року належить до Гороховецького району. Спочатку у складі Івановської промислової області, а від 1944 року — Владимирської області.
Згідно із законом від 13 травня 2005 року входить до складу муніципального утворення Фоминське сільське поселення.

## Населення
| 1859 | 1897  | 1905  | 1926  | 1939  | 2002  | 2010  |
| ---- | ----- | ----- | ----- | ----- | ----- | ----- |
| 688  | ↗1196 | ↘1156 | ↗1224 | ↗1408 | ↗1534 | ↘1305 |